# Libnotes restricta
Libnotes restricta är en tvåvingeart som beskrevs av Alexander 1924. Libnotes restricta ingår i släktet Libnotes och familjen småharkrankar. Inga underarter finns listade i Catalogue of Life.